# Mythe d'Osiris

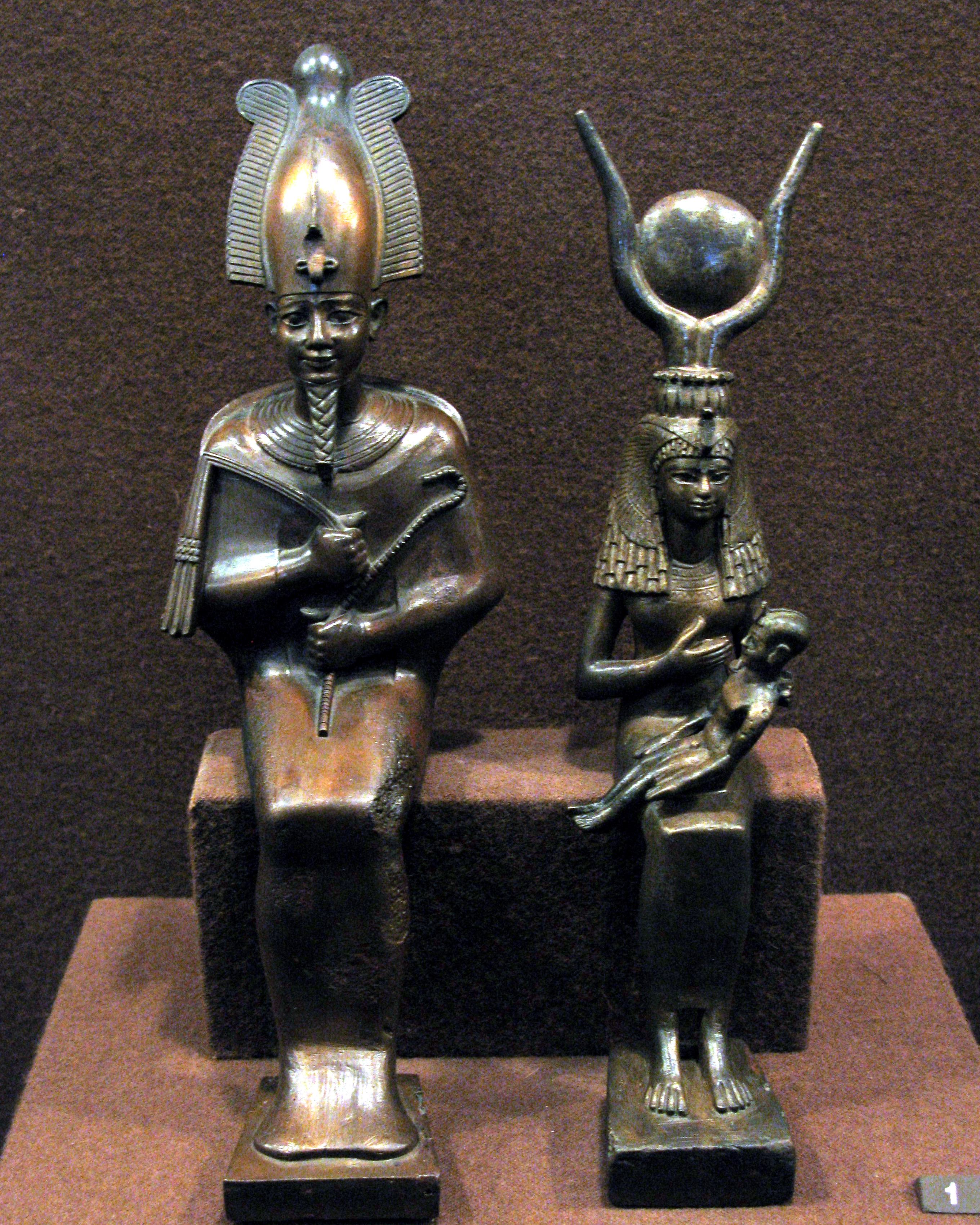
Osiris, et Isis allaitant

Le mythe d'Osiris est le récit religieux le plus élaboré et influent de la mythologie des Anciens Égyptiens. Il relate l'assassinat d'Osiris ainsi que ses conséquences politiques. Fils aîné de Geb et de Nout, Osiris règne sur le pays avec Isis, sa sœur et son épouse. Inventeur de l'agriculture et de la religion, son règne est bienfaisant et civilisateur. Sa vie prend tragiquement fin quand il meurt assassiné sous les coups de Seth, son frère cadet. Le meurtrier usurpe le trône et pendant ce temps, Isis restaure le corps démembré de son mari en le momifiant. Le martyre d'Osiris lui vaut de gagner le monde de l'Au-delà dont il devient le souverain et le garant suprême des lois de la Maât. Dans son nouveau royaume, son autorité s'appuie sur une armée de démons capable de gagner le monde terrestre et d'infliger des épidémies mortelles.
La suite du récit se concentre sur le personnage d'Horus, né de l'union posthume d'Isis avec Osiris. Le jeune dieu est d'abord un enfant vulnérable protégé par sa mère. Par la suite, adolescent, il est le rival de Seth pour le trône. Le conflit, souvent très violent, se termine par le triomphe d'Horus. En rétablissant l'ordre dynastique après le règne injuste de Seth, l'intronisation d'Horus parachève le processus de la résurrection d'Osiris. Le mythe, avec son symbolisme complexe, justifie les conceptions égyptiennes de la royauté et de la succession. Il permet aussi d'appréhender le conflit entre l'ordre et le désordre, entre la vie et la mort.

## Historique du culte osirien
Le culte osirien, actif depuis le XXVe siècle avant notre ère, perdure sur une période dépassant les trois millénaires. Il apparaît durant l'Ancien Empire, lorsque les rois de la Ve dynastie mettent en place sa dévotion. Les croyants se tourneront ensuite vers Osiris et son épouse Isis jusqu'au VIe siècle de notre ère ; le dernier temple païen d'Égypte à fermer étant le temple d'Isis de l'île de Philæ. Au Moyen Empire, le culte d'Osiris s'enracine à Abydos en supplantant la divinité funéraire locale, le canidé Khentamentiou. Cette ville qui fut l'antique nécropole des premiers rois du pays devint alors la cité du dieu Osiris, renommée pour posséder une sainte relique, la tête du dieu, attirant à elle de nombreux fidèles en quête d'éternité.
Jusqu'au Nouvel Empire, le culte d'Osiris est essentiellement funéraire ; chaque défunt s'identifiant à sa destinée post-mortem. Durant le premier millénaire avant notre ère, Osiris conserve son statut de juge des âmes. Cependant, ses aspects de dieu des flots du Nil et par là même de dieu de la fertilité se mettent en avant, augmentant ainsi sa popularité auprès de la population nilotique. Des colons grecs installés à Memphis adoptent son culte dès le IVe siècle sous sa forme locale de Osiris-Apis, le taureau sacré mort et momifié. Les souverains lagides importent ce culte dans leur capitale Alexandrie sous la forme de Sarapis, le dieu syncrétique gréco-égyptien.
Après la conquête de l'Égypte par les forces romaines, Osiris et Isis s'exportent vers Rome et son empire. Ils s'y maintiendront, avec des hauts et des bas jusqu'au IVe siècle pour finalement être évincés par le christianisme.

## Sources textuelles

### Textes égyptiens

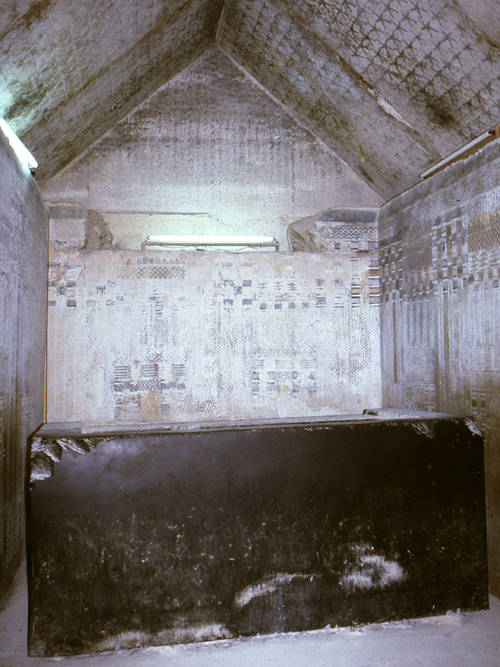
Les Textes des pyramides sont le plus ancien corpus d'écrits religieux de l'humanité. Ils assimilent le roi défunt à Osiris. Chambre funéraire du roi Ounas de la.

Les prêtres égyptiens n’ont pas rédigé un récit suivi et cohérent du mythe d'Osiris car un tabou entourait la mort du dieu. Ils ont voulu garder un pieux silence sur tout ce qui touche à son décès brutal. Cependant, les écrits funéraires et magiques fourmillent de données éparses et les allusions au mythe sont de ce fait nombreuses. Les plus anciens textes, datés de l’Ancien Empire (-XXIVe siècle), sont les Textes des pyramides. Ils sont inscrits, à partir du pharaon Ounas, sur les parois des chambres funéraires royales autour du sarcophage. Le roi défunt, assimilé à Osiris, recherche l’ascension céleste pour rejoindre Rê et les étoiles considérées comme des entités immortelles. Par la suite, la ferveur osirienne se développe et prend de l’ampleur durant le Moyen Empire. Les références à Osiris sont alors omniprésentes dans les Textes des sarcophages. Ce matériel funéraire n’est plus destiné au souverain mais plus aux élites locales de la Moyenne-Égypte. Le Nouvel Empire puis la Basse époque ont laissé un important matériel d'écrits funéraires ; le culte d’Isis et d’Osiris étant alors à son apogée. Dans les hypogées de la vallée des Rois, le mythe s'expose dans les Livres du monde souterrain qui sont des sortes de cartes de l'au-delà. Les fouilles archéologiques, dans les tombes des particuliers, ont livré de nombreux rouleaux de papyrus, à présent conservés dans les musées contemporains. Le Livre des Morts et le Livre des respirations sont particulièrement instructifs.
Les scènes pariétales du temple de Dendérah gravées à l'époque ptolémaïque ont livré de précieuses données concernant les célébrations osiriennes du mois de Khoiak (Rituel des Mystères). D'autres temples ont livré des indications comme ceux d’Edfou, d'Al-Kharga, de Behbeit el-Hagar et les chapelles osiriennes de Karnak.

### Auteurs gréco-romains
Avant le déchiffrement des hiéroglyphes en 1822 par le français Jean-François Champollion, la connaissance en Europe du dieu Osiris, de son mythe et de son culte s’est surtout appuyée sur les auteurs grecs et latins de l'Antiquité. Quelques-uns ont visité l’Égypte durant la Basse époque. D’autres se sont contentés de compiler les savoirs de leur temps. Après vérifications, quelques-unes de leurs affirmations se sont montrées fausses. On peut mentionner le Livre II des Histoires d’Hérodote, le Livre I de la Bibliothèque historique de Diodore de Sicile et le livre XVII de la Géographie de Strabon.
L'ouvrage majeur est le traité Sur Isis et Osiris, extrait des Œuvres morales de Plutarque, où apparaît pour la première fois un récit suivi et cohérent du mythe d'Osiris. Ses dires sont très tardifs car à son époque, la civilisation de l'Égypte antique connaît ses derniers feux. Certains détails de la version de Plutarque se sont vus confirmés par des sources égyptiennes découvertes par les égyptologues ; les relations sexuelles d'Isis et d'Osiris dans le sein de leur mère Nout, l'adultère d'Osiris avec Nephtys, le meurtre d'Osiris le 17 du mois d'Athyr, la mort d'Osiris à 28 ans.

## Martyre d'Osiris

### Règne civilisateur

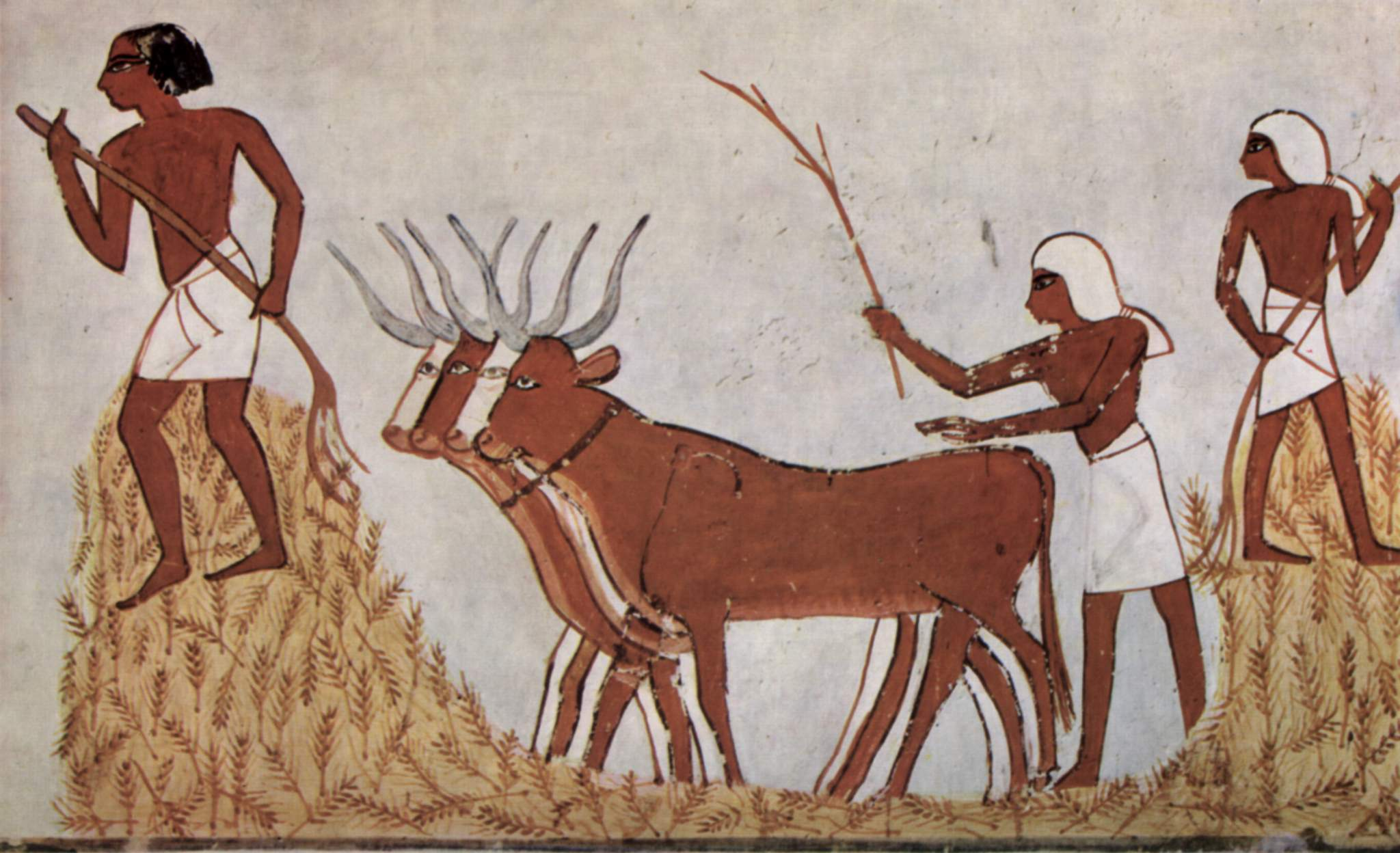
Récolte du grain - tombe de Menna - XVIIIe dynastie.

D'après une allusion issue des Textes des pyramides, quatre enfants sont issus du couple formé par Nout et Geb. Il s'agit des dieux Osiris, Isis, Seth et Nephtys. Plutarque en ajoute un cinquième, Haroëris. Cette lignée remonte à Atoum-Rê, le créateur du monde. Prenant la suite de son père, Osiris règne sur l'Égypte. Selon le Grand Hymne, Geb a transmis le trône à son fils de son vivant car « comme celui-ci a vu sa perfection, il a ordonné qu'il guide les pays pour une heureuse réussite ». Son épouse est Isis tandis que Nephtys est celle de Seth. Les sources égyptiennes ne livrent que peu d'informations sur le règne d'Osiris ; l'accent est bien plus mis sur sa revivification par son épouse après sa mort. Le Grand Hymne indique toutefois que « les plantes poussent selon son désir et pour lui la terre productive fait constamment naître les aliments ». Osiris incarne le pouvoir politique bienfaisant qui suit les préceptes de justice enseignés par les Sages : « Il établit solidement l'ordre dans toute l'Égypte ». Cet ordre naturel idéal est la Maât dont l'entretien est un objectif fondamental dans la culture égyptienne. Au contraire, Seth est étroitement associé à la violence et le chaos ; il est le Rebelle, l'ennemi à terrasser. Par conséquent, le meurtre d'Osiris symbolise la lutte entre l'ordre et le désordre, la perturbation de la vie par la mort. En suivant les auteurs gréco-romains, Osiris a enseigné aux hommes l'agriculture et l'élevage et a interdit l'anthropophagie : « En montant sur le trône Osiris fit renoncer aussitôt les Égyptiens à leur existence de privations et de bêtes sauvages. Il leur montra comment on se procure les fruits; il leur donna des lois, et leur apprit à honorer des dieux. Plus tard il parcourut l'univers entier, y portant les bienfaits de la civilisation. Il n'eut que très rarement besoin de recourir aux armes : ce fut par la persuasion, le plus souvent » (Plutarque, Sur Isis et Osiris, § 13). Son épouse Isis leur a inculqué la fabrication du pain, le tissage des vêtements et les principes de la bonne justice :

« Osiris ayant épousé Isis et succédé au trône de son père, combla la société de ses bienfaits. Il fit perdre aux hommes la coutume de se manger entre eux, après qu'Isis eut découvert l'usage du froment et de l'orge, qui croissaient auparavant inconnus, sans culture et confondus avec les autres plantes. Osiris inventa la culture de ces fruits, et par suite de ce bienfait, l'usage d'une nourriture nouvelle et agréable fit abandonner aux hommes leurs mœurs sauvages. (...) On rapporte aussi qu'Isis a donné des lois d'après lesquelles les hommes se rendent réciproquement justice, et font cesser l'abus de la force et de l'injure par la crainte du châtiment. »

— Diodore de Sicile, Bibliothèque historique, I.13-14. Traduction de Ferd. Hoefer.

### Assassinat

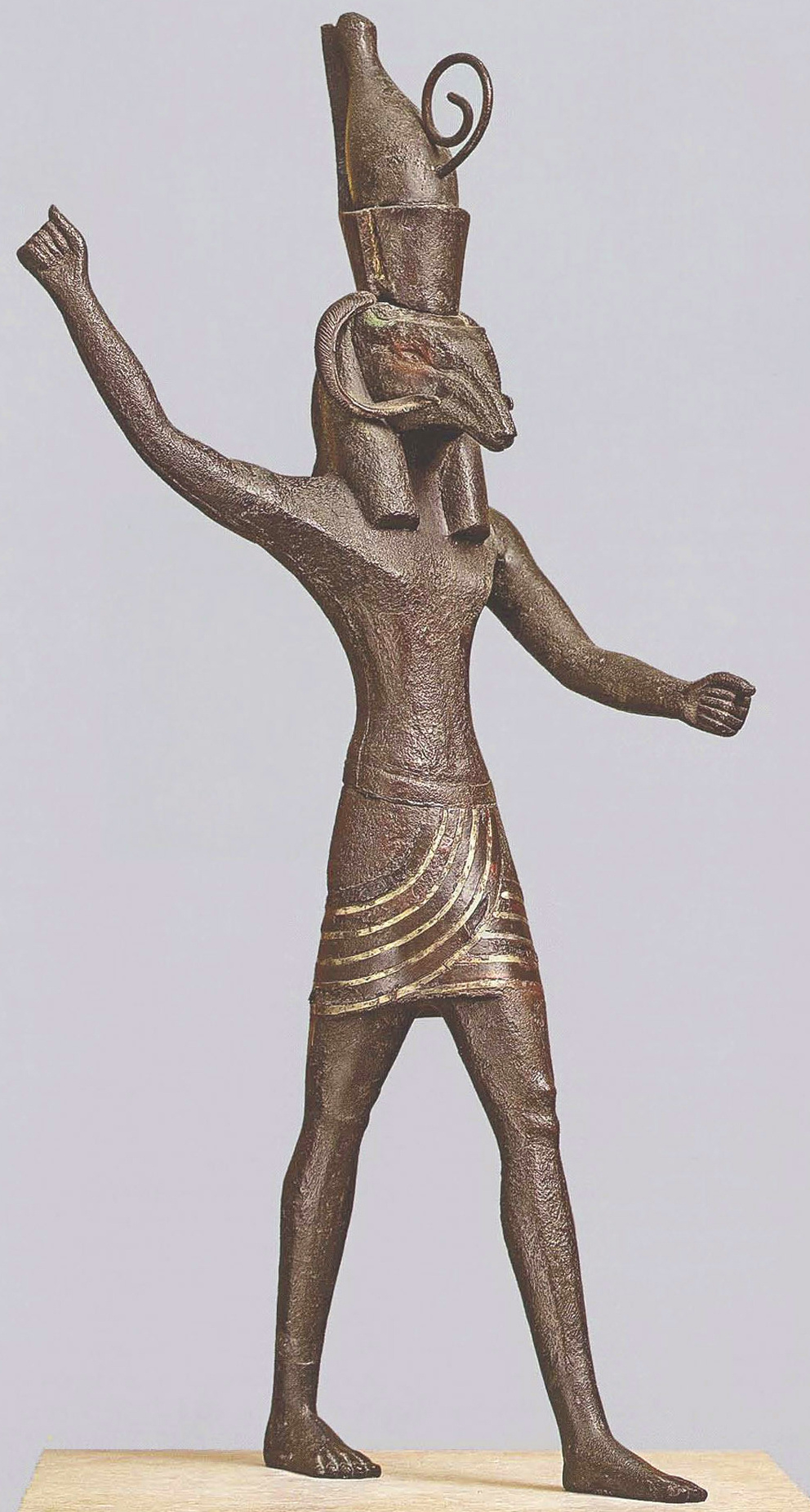
Statuette de Seth - période ramesside - Ny Carlsberg Glyptotek.

Certains passages du mythe évoquent les raisons du meurtre d'Osiris par Seth. Selon les Textes des pyramides, le geste de Seth est la vengeance pour un coup qu'Osiris lui a porté. D'après Plutarque, le grief de Seth est qu'Osiris a entretenu des rapports sexuels adultérins avec Nephtys. Seth, jaloux de son frère, met au point un piège. Lors d'un banquet divin, il promet d'offrir un magnifique sarcophage à celui qui sera couché le plus à l'aise à l'intérieur. Tous les convives l'essayent. Naturellement, fabriqué aux dimensions d'Osiris celui-ci s'y sent particulièrement bien. Aussitôt, Seth l'enferme et le jette au fleuve (Sur Isis et Osiris, § 13). Le plus souvent, l'assassinat n'est évoqué que par allusion. Aussi n'est-il jamais clairement décrit dans les textes pharaoniques. Les Anciens Égyptiens pensaient en effet que les mots écrits avaient le pouvoir d'influencer le cours réel des évènements. Donc, ils évitaient de mentionner explicitement les évènements profondément négatifs tels que la mort d'Osiris. Parfois, ils niaient sa mort en des périphrases alambiquées. Malgré cela, la majeure partie des traditions suggèrent qu'il faille comprendre qu'il a été assassiné. Dans certains cas, les textes suggèrent que Seth a pris l'apparence d'un animal sauvage, comme un crocodile ou un taureau, pour tuer Osiris. Dans d'autres, il est rapporté qu'Osiris a été jeté dans les eaux du Nil et qu'il s'est noyé. Cette dernière tradition est à l'origine de la croyance égyptienne que les noyés sont des êtres sacrés.
Durant le Nouvel Empire, se développe la tradition du démembrement du corps d'Osiris. Fou de rage, Seth s'est acharné sur la dépouille de son rival et a dispersé les lambeaux de chair à travers toute l'Égypte. Plusieurs villes affirment ainsi que des morceaux du cadavre ont été retrouvés sur leur territoire. La cité d'Abydos réclame posséder la relique la plus sacrée ; la tête, tandis que le temple de l'île de Philæ dit posséder la jambe gauche d'où sourdent les eaux du Nil. Le nombre de ces reliques varie selon les versions du mythe ; de douze à quarante-deux. Le plus grand nombre correspond aux quarante-deux provinces du royaume et fait du dieu l'incarnation de la vallée du Nil.

### Osiris dans l'arbre

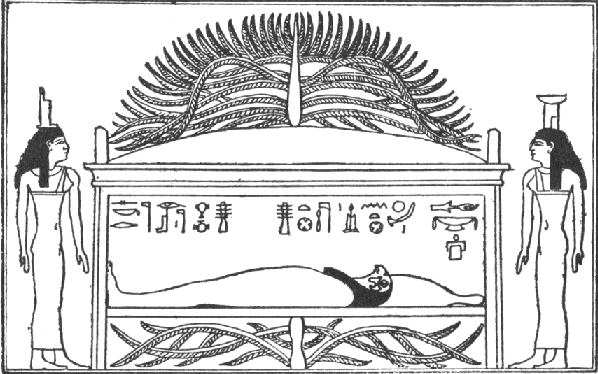
Osiris-Sokar dans l'arbre - relevé d'un bas-relief tynthirite.

La version du mythe livrée par le grec Plutarque diffère sur bien des points de la documentation égyptienne. Lors du complot, quand Osiris est couché dans le sarcophage, Seth et ses soixante-douze complices scellent prestement le coffre et le jettent dans les eaux du Nil. Le sarcophage, avec le cadavre d'Osiris à l'intérieur, flotte et dérive en mer Méditerranée. Au bout de quelques jours, il arrive près de la ville de Byblos dans le Liban actuel et s'échoue sur une plage : « le flot l'avait fait aborder doucement aux pieds d'un tamaris. Or, ce tamaris, ayant en peu de temps très magnifiquement développé et grandement activé sa croissance, étreignit ce coffre, poussa autour de lui et le cacha à l'intérieur de son bois » (Sur Isis et Osiris, § 15). Le roi de Byblos, émerveillé du développement prodigieux de cet arbre, ordonne la coupe du tronc qui cache le coffre, et en fait faire une colonne pour soutenir le toit de son palais. Arrivée à Byblos incognito, Isis obtient de la reine la restitution de la colonne. Dégagé hors de l'arbre, le corps d'Osiris est embaumé, rapatrié puis caché dans les marais du Delta. Les morceaux du tronc restent à Byblos. Exposés dans le temple local, ils deviennent un objet de vénération pour les habitants. Cet épisode n'est pas renseigné par les textes égyptiens mais donne sans doute une explication étiologique au culte d'Isis pratiqué à Byblos au temps de Plutarque et peut-être aussi, plus tôt déjà, sous le Nouvel Empire. Dans la documentation pharaonique, Osiris est un dieu mort qui cherche à se régénérer dans les eaux du Noun. Son corps repose près d'un arbre, généralement un sycomore ou un acacia, dont les racines aspirent les eaux phréatiques. Ces eaux, c'est Osiris lui-même, ses lymphes étant à l'origine de la crue. Imprégné des lymphes osiriennes, l'arbre est la forme végétale du dieu revigoré. Dans l'iconographie, à partir de la période ramesside, l'image d'Osiris dans l'arbre commence à se diffuser. Vraisemblablement, elle illustre la pratique rituelle de placer une figurine du dieu entre les branches d'un arbre sacré lors des Mystères d'Osiris.

### Quête d'Isis et Anubis

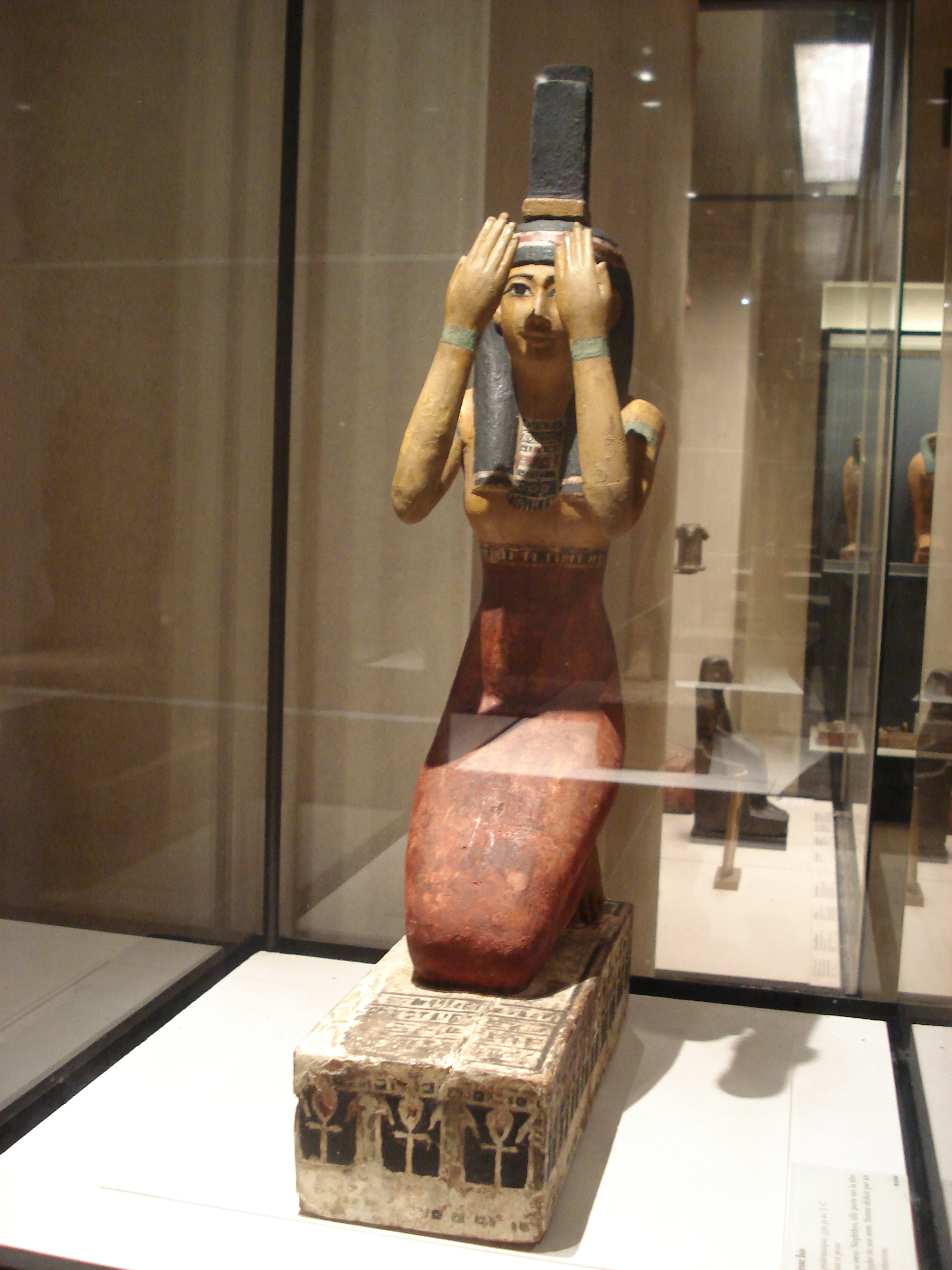
Isis en deuil - Musée du Louvre.

Selon les versions, la mort d'Osiris est suivie, soit par un long interrègne de quatre-vingt ans (Aventures d'Horus), soit par une période où Seth assume la royauté (Sur Isis et Osiris). Pendant ce temps, Isis recherche les lambeaux du corps de son mari avec l'aide de sa sœur Nephtys. Lors de cette recherche et durant la période du deuil, les deux déesses sont souvent représentées sous la forme de deux faucons ou deux milans : « Isis l'Efficace, la protectrice de son frère, le cherchant sans lassitude, parcourant ce pays en deuil, ne se repose pas qu'elle ne l'ait trouvé, faisant de l'ombre avec son plumage, produisant de l'air avec ses deux ailes, faisant des gestes de joie, elle fait aborder son frère, relevant ce qui était affaissé » (Grand Hymne). L'origine de cette apparence trouve peut-être son explication dans le fait que les milans peuvent voyager loin à la recherche de petites charognes, parce que les Égyptiens ont associé leurs appels plaintifs avec les cris de douleur des pleureuses ou en raison de la connexion étroite des deux déesses avec Horus qui est souvent représenté en faucon. Selon le Papyrus Jumilhac, la quête des membres disjoints a été menée, non pas par Isis mais par Anubis. Il trouve la tête en premier et, grâce à la magie de Thot, il parvient à lui faire dire où se trouvent les autres morceaux du cadavre : « La tête fut ensorcelée par Thot grâce à de nombreuses incantations, pour lui faire révéler les lieux où se trouvaient ses membres. Et ce dieu tint conseil avec eux et les indiqua dans le Double-pays, les déserts à l’ouest et à l’est, et les îles de la Grande-verte. Son fils Anubis alla les chercher. Il les trouva dans les lieux qu’il avait divulgué pour eux ». Dès les Textes des sarcophages du Moyen Empire, la mort et la vivification d'Osiris sont associées avec le retour cyclique de la crue  du Nil. Symboliquement, les hautes eaux sont assimilés aux lymphes-redjou, les fluides corporels issu de la putréfaction du cadavre d'Osiris : « Écoule-toi, lymphe provenant de ce bienheureux ! Remplis les canaux, forme les noms des rivières ! ». Osiris représente ainsi la force de vie présente dans l'eau mais aussi dans les graines qui germent dans les champs après la décrue.

### Momification d'Osiris

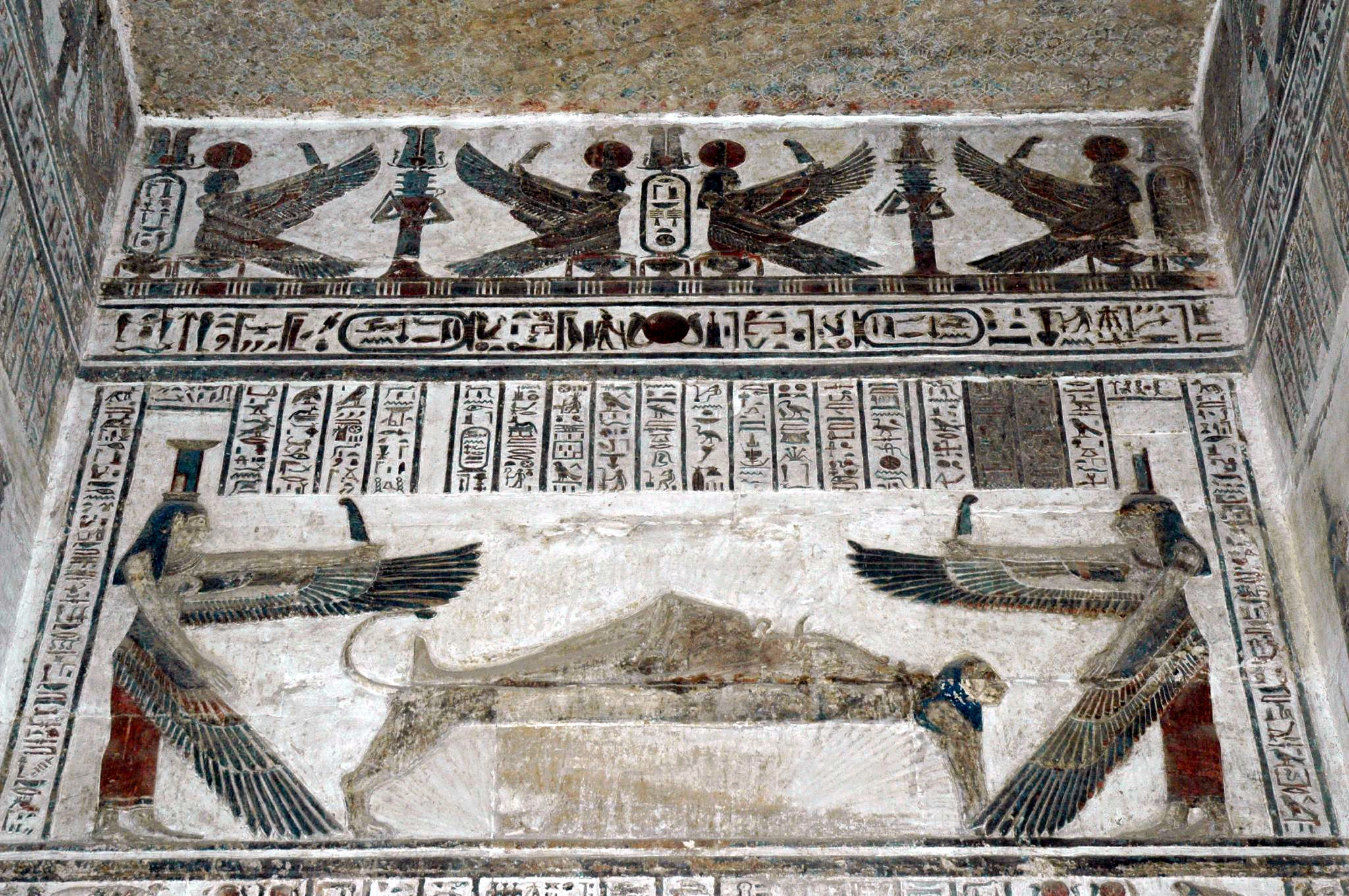
Isis et Nephtys prodiguant leurs soins à la momie d'Osiris - Temple de Dendérah.

Les déesses Isis et Nephtys trouvent et momifient le corps d'Osiris avec l'aide d'autres divinités. Les deux principaux alliés sont Thot, dieu crédité de grands pouvoirs de guérison et Anubis, dieu de l'embaumement et des rites funéraires. Osiris devient la première momie et les efforts déployés par les dieux pour restaurer son corps sont la base mythologique des pratiques de l'embaumement égyptien, processus qui vise à prévenir et à inverser la putréfaction du cadavre après le décès. Cette partie de l'histoire est prolongée par des épisodes dans lesquels Seth et ses partisans tentent de s'emparer des lambeaux osiriens ou d'endommager le cadavre momifié. Ces épisodes sont au cœur de l'intrigue du Papyrus Jumilhac où  Anubis a fort à faire face à l'entêtement destructif de Seth. Aussi, Isis et ses alliés se doivent de protéger continuellement la dépouille. Une des ruses mise en œuvre est la construction de plusieurs cénotaphes. Ces tombes fictives sont destinées à tromper l'ennemi pour qu'il ne sache pas où trouver la vraie dépouille. Selon Plutarque, quatorze cénotaphes ont été fondés par Isis (Sur Isis et Osiris, § 18), en divergence, le Rituel des mystères d'Osiris mentionne seize villes saintes.
D'après Plutarque, Seth a démembré le cadavre seulement après qu'Isis l'eut récupéré à Byblos et rapatrié en Égypte. Après le démembrement Isis trouve et enterre chaque morceau du corps de son mari, à l'exception du pénis, qu'elle doit reconstituer, l'original ayant été mangé par les poissons oxyrhynques dans le fleuve. Toujours selon Plutarque, ceci est la raison pour laquelle les Égyptiens avaient un tabou alimentaire envers ce poisson (Sur Isis et Osiris, § 18). Dans nombre de sources égyptiennes, cependant, le pénis d'Osiris a été retrouvé intact ; dans le Nome diospolite ou le Nome mendésien d'après la Procession des canopes, une frise décorative du temple de Dendérah.

## Jeunesse d'Horus

### Conception d'Horus

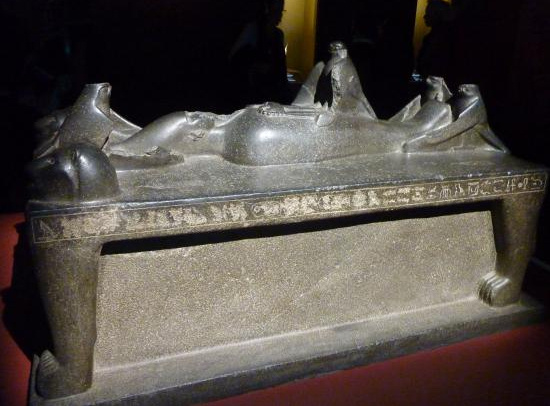
Osiris momifié féconde Isis transformée en oiseau.

Ayant réussi à surmonter la mort, Osiris est capable d'engendrer Horus. Les Textes des pyramides présentent sans fausse pudeur l'acte charnel : « Ta sœur Isis est venue à toi, heureuse de ton amour. Après que tu l'as placée sur ton phallus, ta semence a jailli en elle ». Cette relation physique, décrite en termes humains, ne se situe toutefois pas sur le plan terrestre mais dans les cieux nocturnes. Osiris assimilé à la constellation d'Orion, transmet son essence à Horus (l'étoile Sirius) à travers Isis, la constellation du Grand Chien. Un passage des Textes des sarcophages, d'interprétation difficile, semble indiquer une tout autre version de l'histoire. Isis aurait été fécondée par un éclair dont les dieux ont peur : « La foudre claque, les dieux ont peur. Isis veille, enceinte des œuvres de son frère Osiris ; elle se lève la femme abandonnée ». Au Nouvel Empire, l'accouplement figure gravé sur les parois du Temple funéraire de Séthi Ier à Abydos (XIXe dynastie). Osiris, en érection, s'accouple avec Isis transformée en oiseau posé sur le phallus. L'accouplement se déroule dans le tombeau d'Osiris, ce qui indique qu'Osiris règne déjà sur la Douât, le royaume mystérieux des trépassés. La même scène est déjà représentée à la XIIIe dynastie sous la forme d'une statue cultuelle en basalte. Découverte en 1899, elle avait été installée dans un recoin de la tombe du roi Djer (Ire dynastie), lieu alors considéré par les Égyptiens comme le véritable tombeau d'Osiris.

### Horus dans les marais

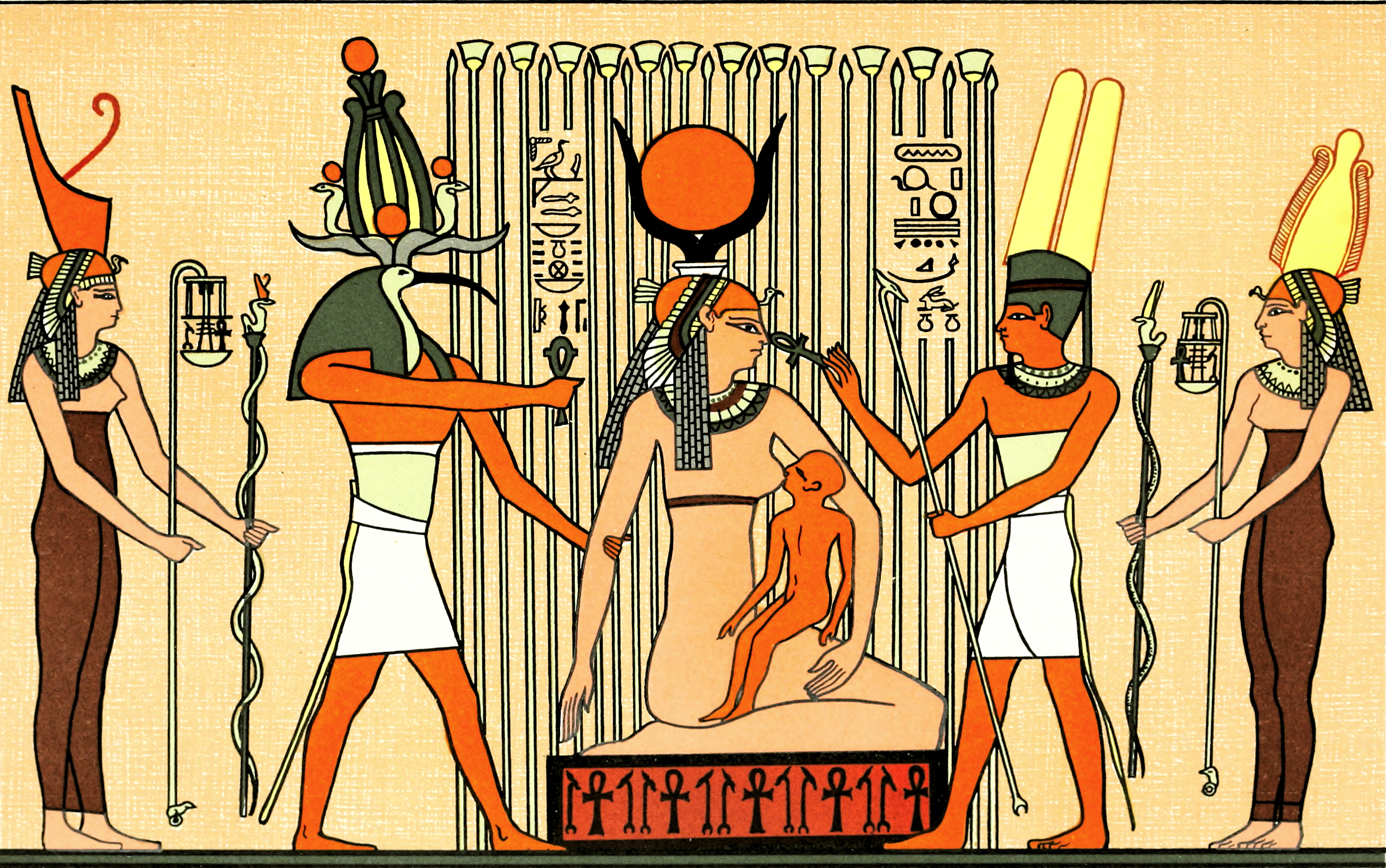
Isis et Horus cachés de Seth dans les marais de Chemnis. Croquis d'après un bas-relief d'un temple ptolémaïque.

Dans les récits égyptiens, Isis enceinte se cache de Seth pour qui l'enfant à naître est une menace. Elle trouve refuge dans les denses fourrés de papyrus du Delta du Nil, près de la ville de Bouto. Cet endroit est appelé Akh-bity en égyptien et signifie « buisson de papyrus du roi de la Basse-Égypte ». Les auteurs gréco-romains appellent cet endroit Chemmis ou Khemnis. Cependant, dans le mythe, la localisation réelle de ce marécage est moins importante que sa nature. Le lieu est le symbole de l'isolement et de la sécurité. Dans ces fourrés, Isis donne naissance à Horus et l'élève. De là, ce lieu est aussi appelé le « nid d'Horus ». Dans l'iconographie, l'image d'Isis allaitant son enfant est un motif très fréquent. De nombreuses petites statuettes montrent ainsi le jeune dieu sous l'apparence d'un prince, tétant le sein et assis sur les genoux de sa mère.
D'après certains textes magiques, durant les jeunes années d'Horus, Isis ne cesse de se déplacer, les complices de Seth étant à ses trousses. Parfois, elle rencontre des humains ordinaires qui ne sont pas au courant de son identité. Elle fait alors appel à eux pour qu'ils lui viennent en aide. Ceci est une circonstance assez inhabituelle, car dans les autres mythes égyptiens, les dieux et les humains ne connaissent pas cette proximité. Comme précédemment dans le mythe, lors de la quête des lambeaux, Isis est souvent secourue par d'autres divinités, notamment Thot ou Rê qui protègent son fils Horus en son absence. Selon une formule magique gravée sur la Stèle de Metternich, sept scorpions voyagent avec Isis et lui servent d'escorte. Une femme riche ayant refusé de venir en aide à la déesse, les scorpions se vengent en piquant le fils de la femme, ce qui rend nécessaire l'intervention d'Isis pour guérir l'enfant innocent. Cette histoire transmet un message moral que le pauvre peut être plus vertueux que le riche et illustre la nature juste et compatissante d'Isis.

### Dieu-enfant

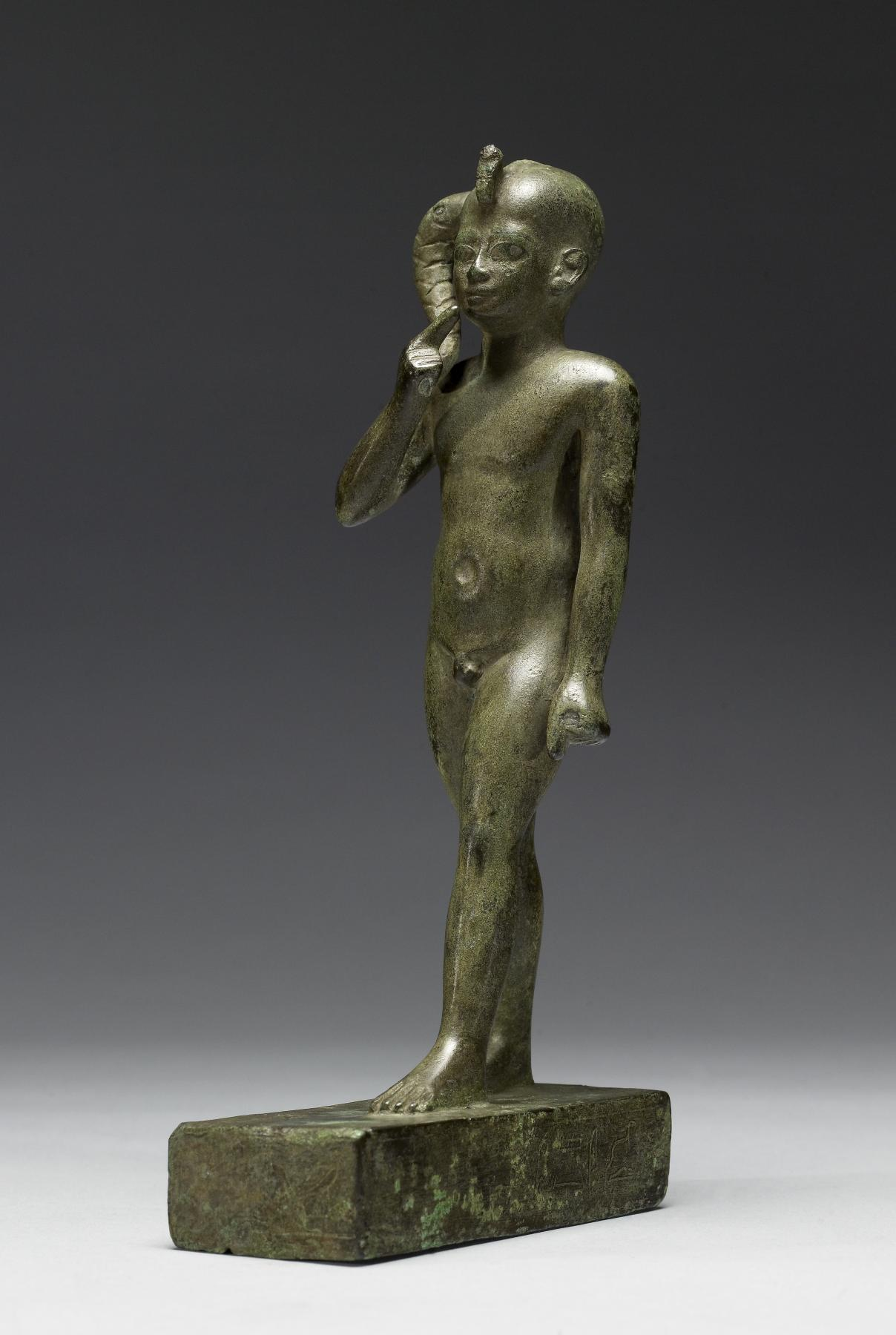
Harpocrate - statuette en bronze - Basse époque - Walters Art Museum.

À ce stade du mythe, caché dans les marais de Chemnis, Horus est un petit enfant très vulnérable en proie à de nombreux dangers. Les textes magiques utilisés par les médecins font de l'enfance d'Horus la base mythologique de leur efficacité. Si Horus a pu être sauvé, tout Égyptien peut l'être aussi. Le jeune dieu est la victime de toutes les affections possibles et imaginables, de la piqûre de scorpion aux simples maux d'estomac. Le récit magique s'adapte à la maladie que le sort est censé traiter. Le plus souvent, le dieu-enfant est mordu par un serpent, ce qui reflète la crainte des Égyptiens vis-à-vis de ces reptiles. Certains textes vont jusqu'à indiquer que ces créatures hostiles sont les agents de Seth. Selon les circonstances, soit Isis utilise ses propres pouvoirs magiques pour sauver son enfant, soit elle crie sa détresse devant d'autres divinités tels Rê ou Geb pour qu'ils guérissent la victime. Tout comme Isis est la pleureuse archétypale dans la première partie du mythe, durant l'enfance d'Horus, elle est la mère dévouée idéale ; ses efforts envers son fils étant profitables à tout malade égyptien. Durant le premier millénaire avant notre ère, Horus a été très populaire sous sa forme enfantine. Ce fait s'est traduit par une multiplicité de noms divins dont Harpocrate « Horus l'Enfant » et Harsiesis « Horus, fils d'Isis » sont les plus connus

## Combat d'Horus contre Seth

### LesDeux combattants

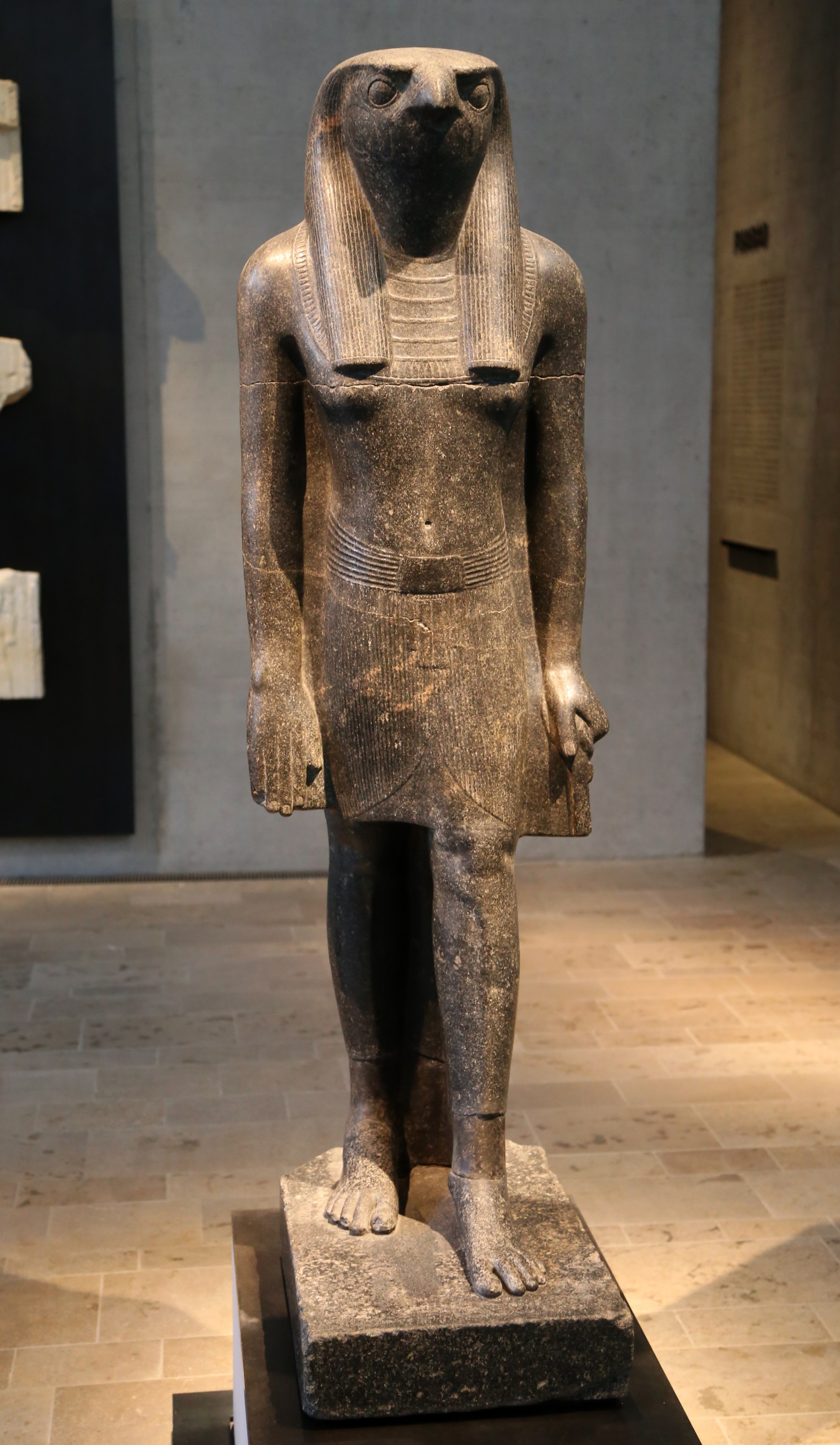
Statue d'Horus - XVIIIe dynastie - SMÄKM.

La phase suivante du mythe débute quand Horus sort de l'enfance et commence à défier Seth pour monter sur le trône d’Égypte. L'affrontement entre les deux dieux est souvent violent. Les Textes des pyramides mentionnent déjà leur conflit. Plusieurs expressions lient les deux divinités en un binôme en les appelant les « Deux Dieux », les « Deux Seigneurs », les « Deux Hommes », les « Deux Rivaux » ou les « Deux Combattants ». On apprend ainsi qu'Horus et Seth se chamaillent et se blessent l'un l'autre ; le premier perdant son œil, le second ses testicules. La rivalité d'Horus et Seth est dépeinte de deux façons opposées. Dans certains passages, Horus est le fils d'Osiris et le neveu de Seth et l'assassinat d'Osiris est le point de départ de leur conflit. Une autre tradition, sans doute la plus archaïque, présente Horus et Seth comme des frères. Au Nouvel Empire, leur rivalité s'inscrit dans un processus juridique devant l'Ennéade, l'assemblée des principales divinités égyptiennes. C'est en effet aux dieux qu'il revient de décider qui doit hériter de la royauté. Selon le papyrus des Aventures d'Horus, il s'agit de Rê, le dieu solaire et créateur, l'initiateur primordial de la royauté. D'autres divinités jouent également d'importants rôles dans la procédure. Thot agit à titre de conciliateur dans le différend ou comme scribe du juge divin. Isis, en tant que mère attentionnée utilise sa ruse et sa puissance magique pour aider son fils souvent mis en mauvaise posture par Seth. Selon la Pierre de Chabaka, le juge dans ce procès est Geb qui, en tant que père d'Osiris et Seth, a occupé le trône avant eux. Dans les textes tardifs, le conflit est imaginé comme guerre civile où deux armées rivales sont impliquées. Tel est le cas dans le Papyrus Jumilhac où les deux dieux ont derrière eux de nombreux partisans. Tel est aussi le cas dans la version de Plutarque où il est même précisé qu'Osiris revient des Enfers pour entraîner son fils. Durant plusieurs jours se déroule une grande bataille d'où Horus sort vainqueur (Sur Isis et Osiris, § 19).

### Mutilations divines

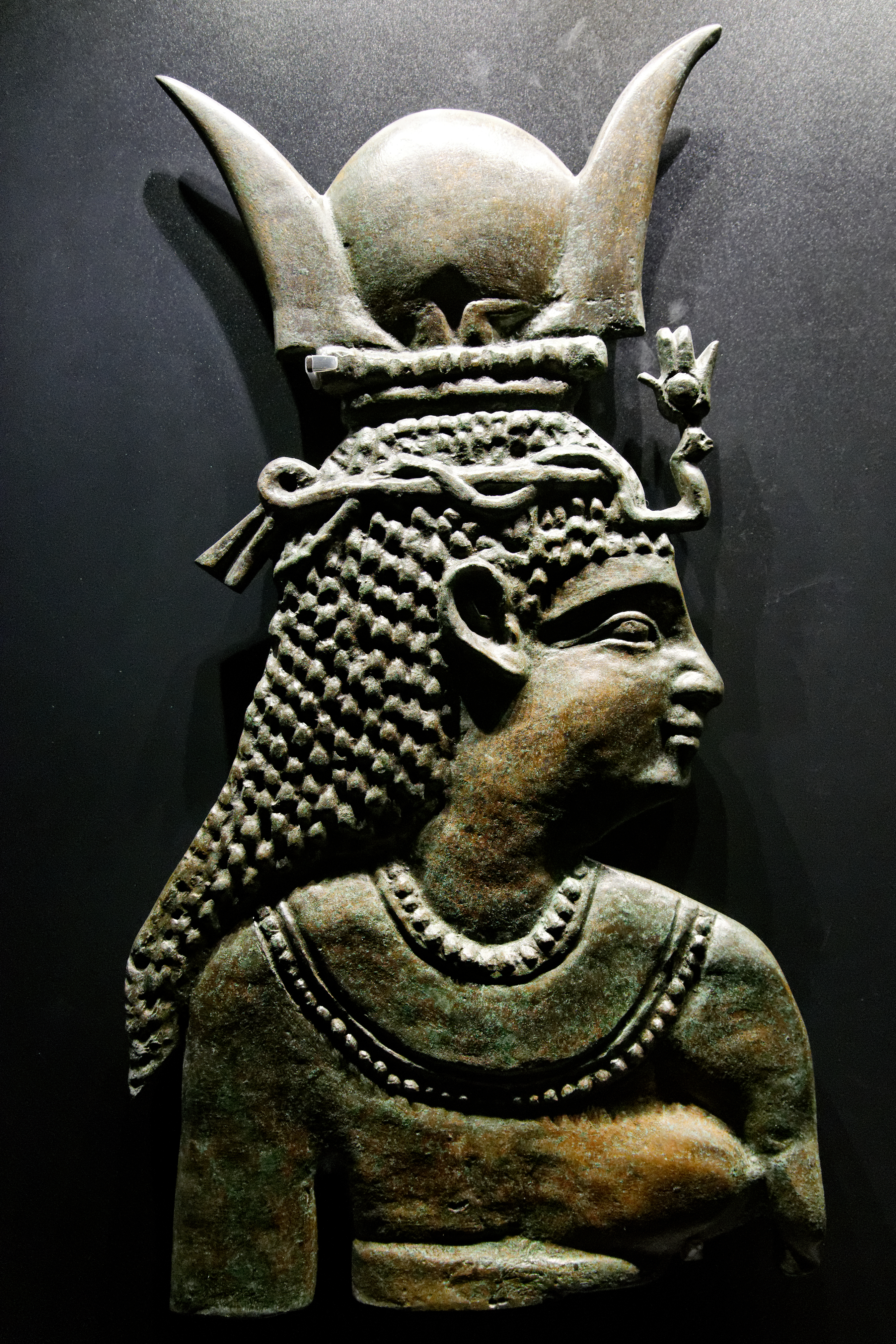
Isis parée de ses cornes de vache - période gréco-romaine - Musée du Louvre.

Dans les Aventures d'Horus, le processus judiciaire est ponctué par plusieurs affrontements violents ou sportifs. Toutefois, à plusieurs reprises, les deux dieux tentent aussi l’apaisement. Ils font alors appel à diverses autres divinités pour arbitrer leur différend. Afin de déterminer le vainqueur, leurs joutes prennent différents aspects ; une course en bateau ou une épreuve d'apnée sous l'apparence d'hippopotames. Horus bat à plusieurs reprises Seth. Le premier est soutenu par Isis et la plupart des autres divinités. Pourtant, le différend traîne en longueur durant 80 ans, en grande partie parce que le juge, Rê le dieu créateur, favorise Seth. Lors du concours d'apnée, à un moment donné, Isis tente de harponner Seth pour qu'enfin cesse leur rivalité. Malencontreusement, elle frappe Horus à la place de Seth. Son second coup de lance atteint Seth dans le postérieur. Ce dernier supplie sa sœur de le relâcher, ce qu'elle fait. Fou de colère, Horus coupe la tête de sa mère par un brusque mouvement de glaive. Très vite, Thot use de sa magie et remplace la tête humaine d'Isis avec celle d'une vache. Cet épisode est l'origine étiologique de la coiffe en forme de cornes de vache qu'Isis porte couramment dans les images qui la représentent. Pris de panique, Horus prend la fuite. Dans le désert, il est rattrapé par Seth qui l'aveugle en l'énucléant. Prise de pitié, Hathor rend la vue à la jeune victime. Ces épisodes fâcheux sont à peine évoqués par Plutarque. Il en fait peu de cas car il les juge trop odieux (Sur Isis et Osiris, § 20). Diodore de Sicile dans sa Bibliothèque historique rapporte qu'Isis « inventa le remède qui donne l'immortalité : elle rappela à la vie, non seulement son fils Horus tué par les Titans, et dont le corps fut trouvé dans l'eau, mais elle lui procura l'immortalité ».

### Naissance de Thot

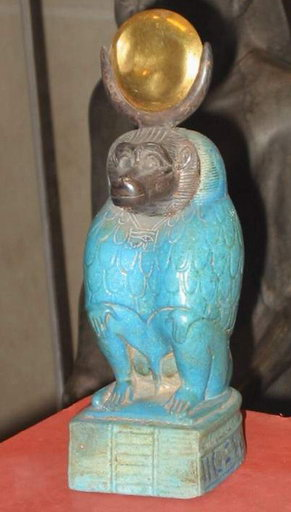
Statuette du singe lunaire Thot - période ptolémaïque - Musée du Louvre

Un épisode des Aventures d'Horus évoque les penchants homosexuels de Seth. Une nuit, alors que les deux dieux sont couchés dans le même lit, Seth tente un assaut sexuel sur Horus. Dans l'esprit de Seth, le viol sur son neveu est destiné à dégrader son rival afin de l'écarter du trône. Le désir homosexuel est l'une des caractéristiques majeures de Seth. Dieu du chaos et de la confusion, sa sexualité est violente et aveugle, active et passive. Déjà les Textes des pyramides évoquent la sexualité débridée des deux divinités ; Seth et Horus se sodomisant mutuellement. Dans un conte mythologique du Moyen Empire découvert à Kahoun, Seth vante la beauté des fesses d'Horus et veut un rapport sexuel avec lui. Horus accepte à la condition que Seth lui donne une partie de sa puissance divine. La rencontre met Horus en danger, car dans la tradition égyptienne, le sperme est une substance puissante et dangereuse, semblable à du poison. Selon certains textes, le sperme de Seth pénètre dans le corps d'Horus et lui fait mal. Dans les Aventures, Horus contrecarre Seth en attrapant le sperme de Seth dans ses mains. Pour purifier Horus de cette souillure, Isis coupe les mains d'Horus, les jette dans le Nil puis lui en donne deux autres. Pour se venger de Seth, Isis dépose le sperme d'Horus sur une feuille de laitue que Seth mange sans se rendre compte de rien. La défaite de Seth est évidente lorsque cette semence apparaît sur son front comme un disque d'or. Ayant été imprégné de la semence de son rival, il donne naissance au disque lunaire. Prestement, Thot s'empare du disque et le place sur sa tête. Cependant, d'après des allusions des Textes des pyramides, c'est Thot en personne qui est issu de cette union hors-norme ; le dieu lunaire étant « le fils des Deux Rivaux ».

### L'Œil d'Horus

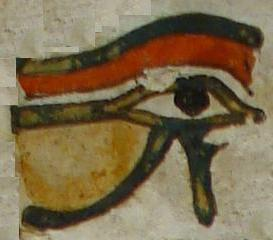
Œil d'Horus - Stèle de Takhenemet (détail) - Troisième Période intermédiaire - Brooklyn Museum.

Dans leur lutte pour le pouvoir, en combattant, Horus et Seth s'infligent des mutilations réciproques. Selon les Textes des pyramides, Horus blesse ou vole les testicules de Seth et Seth arrache un œil à Horus. Dans les Aventures d'Horus, Seth lui arrache les deux yeux. Selon divers passages du Livre des Morts, l'œil gauche d'Horus est déchiré en plusieurs morceaux. Pour Seth, la mutilation des testicules signifie une perte de virilité et de puissance. Dans l'esprit des Anciens Égyptiens, la perte de l'œil d'Horus a une grande signification symbolique. L'Oudjat ou « Œil d'Horus » représente une grande variété de concepts théologiques. L'un des rôles majeurs d'Horus est d'être une divinité céleste. Dans ce rôle, il est imaginé comme un gigantesque faucon. Son œil droit est le soleil et son œil gauche la lune. Le vol ou la destruction de l'œil gauche d'Horus sont donc assimilés à l'obscurcissement de la lune au cours de son cycle de phases ou pendant les éclipses. La mutilation d'Horus est une blessure passagère et l'œil perdu est regagné au bout de 14 jours. Nombre des divinités interviennent dans le processus de guérison comme Isis, Thot ou Hathor. La restauration de l'œil d'Horus dans son l'intégrité représente le retour de la lune à la pleine luminosité, l'accession d'Horus à la royauté, et de nombreux autres aspects de la Maât comme les offrandes funéraires à livrer aux défunts. Dans les Textes des Pyramides, la guérison de l'œil d'Horus par Thot est suivie par la guérison des testicules de Seth. Il s'agit par là de dire que les deux dieux sont parvenus à l'apaisement et à la conclusion de leur rivalité.

### Résolution du conflit

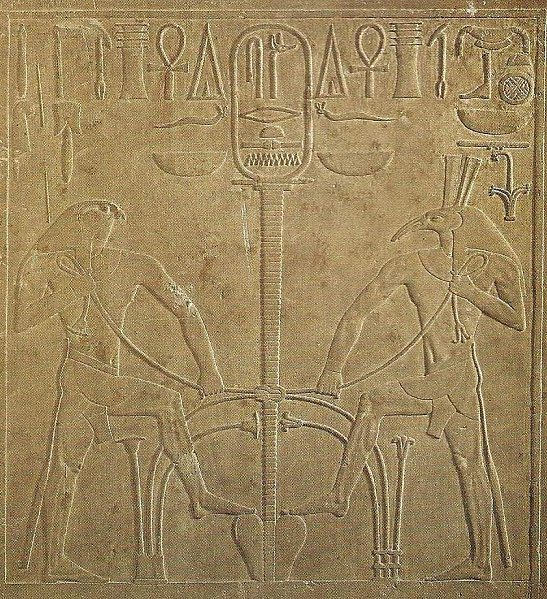
Apaisés, Horus et Seth, sont les garants de l'union du royaume égyptien. Trône de Sésostris Ier,, Musée égyptien du Caire.

À l'instar des autres épisodes du mythe, la résolution du conflit entre Horus et Seth diverge selon les sources textuelles. D'après la Pierre de Chabaka, le juge Geb partage l'Égypte en deux royaumes. Il confie la Basse-Égypte à Horus et la Haute-Égypte à Seth. Cependant, en y repensant, Geb se ravise et donne tout le royaume à Horus. Depuis lors, les deux rivaux vivent en paix et ont cessé leur querelle. D'après le Papyrus Jumilhac, Rê ordonne à Thot de résoudre la querelle. Après avoir examiné toutes les mauvaises actions de Seth, Thot confie le royaume à Horus et chasse Seth dans le désert. En colère, ce dernier monte une armée contre Horus. Tous les dieux se liguent contre Seth et, après une sanglante bataille, Seth est finalement défait et fait prisonnier, retenu captif dans le ciel sous la forme de la constellation khepesh « la jambe » (Grande Ourse).
D'après les Aventures d'Horus, Seth accompagne Rê dans la barque solaire et repousse quotidiennement le serpent Apophis ; Horus prenant la place qui lui revient sur le trône de son père. La décision divine que Seth est dans l'erreur corrige l'injustice créée par l'assassinat d'Osiris. La défaite finale de Seth parachève le processus du rétablissement d'Osiris dans la mort. D'après les Textes des sarcophages, Seth est condamné à transporter le corps d'Osiris vers sa tombe. Dans les funérailles royales, le nouveau roi accomplit les rites pour son père défunt en lui donnant des offrandes de nourriture pour le sustenter, y compris l'Œil d'Horus, qui, dans ce cadre, représente la vie et l'abondance. La défaite de Seth et la victoire d'Horus, permettent à Osiris d'être pleinement vivifié dans l'au-delà. De ce fait, Osiris est profondément impliqué avec les cycles naturels de la mort et du renouvellement, comme la croissance annuelle des cultures, en parallèle avec sa propre résurrection.

## Réinterprétation du mythe
Comme la plupart des mythes égyptiens et grecs célèbres, celui d'Isis et Osiris attira l'attention de nombreux philosophes, en particulier des alchimistes. Selon Ruska, déjà au temps des Ptolémées, on assimilait l'Osiris égyptien et l'Adam hébraïque. Aux yeux des alchimistes, « la vie fabuleuse d'Osiris est une allégorie des opérations requises de la philosophie hermétique, et une exposition de tout ce qui se passe dans le cours de ces opérations ». Ainsi, « Maier résume ce que représente le dieu pour l'alchimiste, un sujet qu'il développa plus longuement dans Arcana », où il écrit notamment : « Osiris est tenu, sans la moindre circonlocution, pour la matière de l'art dont se compose la médecine d'or. Mise dans son sépulcre, c'est-à-dire le vase, par son frère Typhon, elle se divise en de nombreuses parties. Après la solution de l'œuvre, Isis rassemble et unit ces parties, une fois le soufre combustible séparé. »

### Généralités
- Yvonne Bonnamy et Ashraf Sadek, Dictionnaire des hiéroglyphes : hiéroglyphes-français, Arles, Actes Sud, 2010, 986 p. (ISBN 978-2-7427-8922-1).

- British Museum, Le Livre de l'Ancienne Égypte, Paris, Éditions du Félin, 1995.

- Collectif, Dictionnaire des Mythologies, Paris, Flammarion, 1999 (ISBN 2-7028-2882-5).

- Jean-Pierre Corteggiani (ill. Laïla Ménassa), L'Égypte ancienne et ses dieux, dictionnaire illustré, Paris, éditions Fayard, 2007, 589 p. (ISBN 978-2-213-62739-7).

- Maurizio Damiano-Appia (trad. de l'italien), Dictionnaire encyclopédique de l'Ancienne Égypte et des civilisations nubiennes, Paris, Gründ, 1999, 295 p. (ISBN 2-7000-2143-6).

- Françoise Dunand et Christiane Zivie-Coche, Hommes et Dieux en Égypte : 3000 a.C.-395 p.C., Paris, Éditions Cybèle, 2006, 491 p. (ISBN 978-2-915840-02-5, BNF 40964718).

- Franck Goddio et David Fabre, Osiris : Mystères engloutis d'Egypte, Paris, Flammarion / Institut du monde arabe, 2015, 250 p. (ISBN 978-2-08-136664-0).

- Nadine Guilhou et Janice Peyré, La mythologie égyptienne, Paris, Marabout, 2006, 414 p. (ISBN 2-501-05025-8).

### Traductions
- Paul Barguet, Textes des Sarcophages égyptiens du Moyen Empire, Paris, Le Cerf, 1986, 725 p. (ISBN 2-204-02332-9).

- Paul Barguet, Le Livre des Morts des Anciens Égyptiens, Paris, Éditions du Cerf, 1967 (ISBN 2-204-01354-4).

- André Barucq et François Daumas, Hymnes et prières de l'Égypte ancienne, Paris, Le Cerf, 1980, 559 p. (ISBN 2-204-01337-4).

- Claude Carrier, Textes des Pyramides de l'Égypte ancienne, Paris, Cybèle, 2009-2010, 417 p. (ISBN 978-2-915840-10-0).

- Dimitri Meeks, Mythes et légendes du Delta : d'après le papyrus Brooklyn 47.218.84, Le Caire, IFAO, 2008 (2e éd.), 498 p. (ISBN 978-2-7247-0427-3).

- (fr + grc) Diodore de Sicile (trad. Ferd. Hoefer), Bibliothèque historique, t. 1, Paris, Adolphe Delahays Libraire, 1851 (lire en ligne).

- Claire Lalouette, Textes sacrés et textes profanes de l'ancienne Égypte : Mythes, contes et poésie, Paris, Gallimard, 1994, 311 p. (ISBN 2-07-071176-5).

- Plutarque et Mario Meunier (traduction française) (trad. du grec ancien), Isis et Osiris, Paris, Guy Trédaniel, 2001, 236 p. (ISBN 2-85707-045-4).

- Guy Rachet, Le Livre des Morts des Anciens Égyptiens : texte et vignettes du papyrus d'Ani, Monaco, Éditions du Rocher, 1996, 258 p. (ISBN 2-268-02190-4).

- Jacques Vandier, Le Papyrus Jumilhac, Paris, CNRS, 1961.

- Pascal Vernus, Sagesses de l'Égypte pharaonique, Paris, Imprimerie Nationale Éditions, 2001, 414 p. (ISBN 2-7433-0332-8).

### Études et synthèses
- Jan Assmann, Mort et au-delà dans l'Égypte ancienne, Monaco, Éditions du Rocher, 2003.

- Laurent Coulon (éd.), Le culte d'Osiris au 1er millénaire av. J.-C. : Table ronde Internationale-Lyon-2005, Le Caire, IFAO, 2010, 322 p. (ISBN 978-2-7247-0571-3).

- Laurent Coulon, « Osiris chez Hérodote », Hérodote et l'Égypte, Lyon, Maison de l'Orient et de la Méditerranée, t. CMO 51,‎ 2013 (lire en ligne).

- Raymond O. Faulkner, « The Pregnancy of Isis, a Rejoinder », The Journal of Egyptian Archaeology, vol. 59,‎ 1973 (JSTOR 3856116).

- Annie Forgeau, Horus-fils-d'Isis. La jeunesse d'un dieu, Le Caire, IFAO, 2010, 529 p. (ISBN 978-2-7247-0517-1).

- Erik Hornung, Les dieux de l'Égypte. Le Un et le Multiple, Paris, Le Rocher, 1986, 309 p. (ISBN 2-268-01893-8).

- Pierre Koemoth, Osiris et les arbres : Contribution à l'étude des arbres sacrés de l'Égypte ancienne, Liège, coll. « Ægyptiaca Leodiensia 3 », 1994, 336 p..

- Bernard Mathieu, « Mais qui est donc Osiris ? Ou la politique sous le linceul de la religion », ENIM 3, Montpellier,‎ 2010, p. 77-107.

- Herman te Velde (trad. Christian Bégaint), Seth, ou la divine confusion : Une étude de son rôle dans la mythologie et la religion égyptienne, Scribd, 2011, 172 p. (lire en ligne).

### Revue égyptologique
- Bulletin de l'Institut Français d'Archéologie Orientale, Le Caire, IFAO